# Charles II de Mecklembourg-Strelitz
Titres
Grand-duc de Mecklembourg-Strelitz
28 juin 1815 – 6 novembre 1816
(1 an, 4 mois et 9 jours)
Duc de Mecklembourg-Strelitz
2 juin 1794 – 28 juin 1815
(21 ans et 26 jours)
Charles II, né le 10 octobre 1741 à Mirow et mort le 6 novembre 1816 à Neustrelitz, est un prince de la maison de Mecklembourg. Il règne sur le duché de Mecklembourg-Strelitz de 1794 à sa mort, avec le titre de grand-duc à partir de 1815.

## Biographie
Charles II est le second fils du duc Charles-Louis-Frédéric de Mecklembourg-Strelitz et de son épouse Élisabeth-Albertine de Saxe-Hildburghausen. Il sert dans l'armée hanovrienne avec le rang de lieutenant-général, puis devient gouverneur de Hanovre au nom de son beau-frère, le roi George III du Royaume-Uni, qui réside en Grande-Bretagne.
Charles II succède à son frère aîné Adolphe-Frédéric IV à la tête du duché de Mecklembourg-Strelitz en 1794. Il encourage les nouvelles techniques agricoles dans ses États et crée une police, ainsi qu'un système d'écoles publiques. Il rejoint la confédération du Rhin en 1808.
En 1815, le congrès de Vienne élève Charles II au rang de grand-duc. Le Mecklembourg-Strelitz rejoint la Confédération germanique la même année. Charles meurt l'année suivante à Neustrelitz, et son fils aîné Georges lui succède.

## Mariages et descendance
En 1768, Charles II épouse la princesse Frédérique de Hesse-Darmstadt (1752-1782), fille du prince Georges-Guillaume de Hesse-Darmstadt. Dix enfants sont issus de cette union :
- Charlotte (1769-1818), épouse en 1785 le duc Frédéric Ier de Saxe-Hildburghausen ;
- Caroline (17 février 1771-11 janvier 1773) ;
- Georges (4 mars 1772-21 mai 1773) ;
- Thérèse (1773-1839), épouse en 1789 le prince Charles-Alexandre de Tour et Taxis ;
- Frédéric (1er septembre 1774/1775-5 novembre 1775)
- Louise (1776-1810), épouse en 1793 le futur roi Frédéric-Guillaume III de Prusse ;
- Frédérique (1778-1841), épouse en 1793 le prince Louis-Charles de Prusse (veuve en 1796), puis en 1798 le prince Frédéric-Guillaume de Solms-Braunfels (divorcés en 1814), puis en 1815 le futur roi Ernest-Auguste Ier de Hanovre ;
- Georges (1779-1860), grand-duc de Mecklembourg-Strelitz ;
- Frédéric (7 janvier 1781-24 mars 1783) ;
- Augusta (19 mai 1782-20 mai 1782).

Frédérique meurt le 22 mai 1782. Veuf, Charles II se remarie en 1784 avec sa sœur cadette Charlotte (1755-1785). Ils ont un fils :
- Charles (1785-1837).

Charlotte meurt le 12 décembre 1785. Charles II ne se remarie pas.